# Кислицький (рукав)
Кислицький — рукав річки на півдні України в Одеській області.

## Географія
Рукав Кислицький розташований на південному заході України, на відстані 600 км на південь від Києва.
Важливий для наповнення озер Лунг, Китай.

## Клімат
Клімат континентальний. Середня температура 11 °C. Найспекотніший місяць — липень, температура 24°C, найхолодніший — січень, температура -2°C. Середня кількість опадів становить 683 міліметри на рік. Найвологіший місяць – січень, випало 110 міліметрів опадів, а найсухіший – березень, де випало 19 міліметрів.